# Joan Donoghue
Joan E. Donoghue (née le 12 décembre 1956 à New York) est une avocate américaine, juriste internationale, ancienne fonctionnaire du département d'État américain et  présidente de la Cour internationale de Justice depuis 2021. Elle a été élue à la Cour internationale de justice (CIJ) pour la première fois en 2010, réélue en 2014 ; elle est élue  présidente de la CIJ par les juges de la Cour en 2021 ,. Elle est la troisième femme élue à la CIJ et la première Américaine élue présidente de la Cour.

## Formation et carrière
Joan Donoghue est diplômée de l'université de Californie à Santa Cruz, avec spécialisation en études russes et en biologie en 1978. Elle a ensuite reçu son Juris Doctor de la faculté de droit de l'université de Californie à Berkeley en 1981. De 1981 à 1984, elle a été avocate de pratique privée chez Covington & Burling, où son travail porte sur les tribunaux fédéraux et les litiges.
Dans les années 1980, Joan Donoghue a agi en tant qu'avocate-conseil pour les États-Unis dans l'affaire Nicaragua c. États-Unis au terme de laquelle la CIJ a considéré que la politique des États-Unis visant à renverser les sandinistes violait le droit international. 
Elle a été conseillère juridique adjointe pour les affaires économiques et commerciales (1994-1999) ; pour les affaires africaines (1993-1994) ; et pour les Océans, environnement et science (1989-1991). Elle a également occupé le poste d'avocate générale adjointe du département du Trésor américain (1999-2000) supervisant tous les aspects du travail du département, y compris celui des institutions financières internationales. Elle est conseillère juridique adjointe du Bureau du conseiller juridique (2000-2001). Elle a été avocate générale de Freddie Mac de 2003 à 2005.

### Conseillère juridique au département d'État des États-Unis
J. Donoghue est conseillère juridique adjointe principale au département d'État des États-Unis de 2007 à 2010.
Elle a été notamment  conseillère juridique par intérim du président des États-Unis et du secrétaire d'État en 2009 pendant les six premiers mois de l'administration de Barack Obama. À ce titre elle s'est prononcée sur l'application des décrets du président Obama sur le camp de Guantanamo, y compris sur la détention et les interrogatoires,.

## Cour internationale de Justice
Donoghue a été élu à la CIJ le 9 septembre 2010 pour occuper le poste laissé vacant par la démission de Thomas Buergenthal. Conformément au Statut de la Cour internationale de Justice, Donoghue a terminé le reste du mandat de neuf ans pour lequel Buergenthal avait été élu, qui a expiré le 5 février 2015.
La candidature de J. Donoghue à ce poste vacant à la CIJ était la seule reçue par le secrétaire général dans les délais impartis. À l'Assemblée générale, Donoghue a obtenu 159 voix sur 167 bulletins valides ; il y eut 8 abstentions. Au Conseil de sécurité, elle a obtenu les 15 voix. Donoghue a prêté serment en tant que membre de la CIJ le 13 septembre 2010.
Donoghue n'était que la quatrième femme élue membre de la Cour depuis 1945. Sur les 15 membres du tribunal, quatre sont, en 2010, des femmes (les autres sont Xue Hanqi, Julia Sebutinde et Hilary Charlesworth).
En 2014, Donoghue a été nommée pour un second mandat à la CIJ par le Groupe national américain de la Cour permanente d'arbitrage (La Haye) et a été réélue avec 156 voix au premier tour de scrutin à la  l'élection des juges de la Cour internationale de la justice en 2014.

En tant que juge de la CIJ, elle a émis une opinion dissidente dans l'affaire Conséquences juridiques de la séparation de l'archipel des Chagos de Maurice en 1965, dans laquelle la CIJ rend un avis consultatif en 2017. Cet avis concerne le différend de souveraineté sur l'archipel des Chagos entre le Royaume-Uni et Maurice en 2017. Il répond à une demande de l'Assemblée générale des Nations unies. La Cour a jugé illégale la séparation des îles Chagos du reste de Maurice par le Royaume-Uni en 1965, qui a conduit à l'expulsion des Chagossiens alors que les deux territoires étaient des territoires coloniaux. Le juge Donoghue était en désaccord avec l'opinion majoritaire, estimant que :
J'estime que l'avis consultatif [de la Cour internationale de justice] a pour effet de contourner l'absence de consentement du Royaume-Uni à un règlement judiciaire du différend bilatéral entre le Royaume-Uni et Maurice concernant la souveraineté sur l'archipel des Chagos et que l'avis consultatif porte ainsi atteinte à l'intégrité de la fonction judiciaire de la Cour. Pour cette raison, je pense que la Cour aurait dû exercer son pouvoir discrétionnaire pour refuser de donner l’avis consultatif,.
Donoghue a été élue 26e président du tribunal le 8 février 2021, succédant à Abdulqawi Yusuf, pour un mandat de trois ans. Elle est la deuxième femme à occuper ce poste (aux côtés de Rosalyn Higgins) et la troisième Américaine (aux côtés de Stephen M. Schwebel (en) et Green Hackworth).
Le 26 janvier 2024, Joan Donoghue a rendu une décision provisoire dans l'affaire Afrique du Sud c. Israël sur la compétence du tribunal, au nom de la CIJ. Elle déclare notamment qu'« au moins certains actes » commis par Israël dans la bande de Gaza « semblent susceptibles de tomber sous le coup de la Convention sur le génocide ».

## Publications[22]
- “Perpetual Immunity for Former Diplomats?: A Response to “The Abisinito Affair: A Restrictive Theory of Diplomatic Immunity?”” (Columbia journal of transnational law, vol. 27, pages 615-630)
- “The Public Face of Private International Law: Prospects for a Convention of Foreign State Immunity (57 Law and Contemp. Probs. 205)
- “EC participation in protection of the marine environment: Legal and institutional aspects” (Marine Policy Volume 17, Issue 6, November 1993, Pages 515-518)
- “Taking the “Sovereign” Out of the Foreign Sovereign Immunities Act: A Functional Approach to the Commercial Activity Exception (17 YALE J. INT’L L. 489, 495 (1992))

## Distinctions
Donoghue a reçu plusieurs prix :
- En 2020  prix Wolfgang Friedmann Memorial Award attribué à un juriste qui a apporté des contributions exceptionnelles au domaine du droit transnational[23].
- En 2015 médaille du droit de la Fondation Thomas Jefferson 2015[8]
- en 2014 le prix WILIG Prominent Women in International Law (en)[24]
- en 2009 le Distinguished Honor Award, la plus haute distinction décernée par le secrétaire d'État américain[8]
- en 2009 avec le Presidential Rank Award (Morritorious Executive)[8]
- en 1988, elle a reçu le titre de jeune avocat fédéral par le barreau du Bureau des États-Unis[1].